# Elias Lönnrot

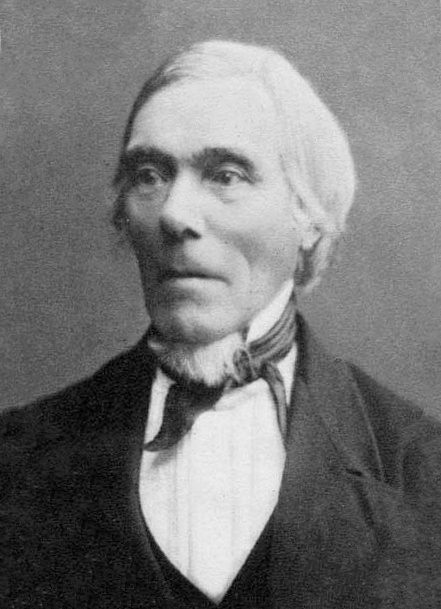
Elias Lönnrot

Elias Lönnrot [ˈɛlias ˈlœnruːt] ⓘ, auch Lö(n)nrot(h) (* 9. April 1802 in Sammatti, Schweden; † 19. März 1884 ebenda, Russisches Kaiserreich) war ein finnischer Schriftsteller, Philologe und Arzt. Auf seinen Reisen in Finnland und Ostkarelien zeichnete er die mündlich überlieferte finnische Volksdichtung auf, auf deren Grundlage er das Nationalepos Kalevala (1835; endgültige Fassung 1849) und die Liedersammlung Kanteletar (1840) verfasste. Damit legte er den Grundstein für eine finnischsprachige Literatur und die Entwicklung einer finnischen Identität. Er gilt nach dem Bibelübersetzer Mikael Agricola als „zweiter Vater der finnischen Sprache“. Die Banknote zu 500 Finnische Mark, welche von 1986 bis zur Einführung des Euro Zahlungsmittel war, trägt seine Abbildung.

## Leben

### Jugend und Studium

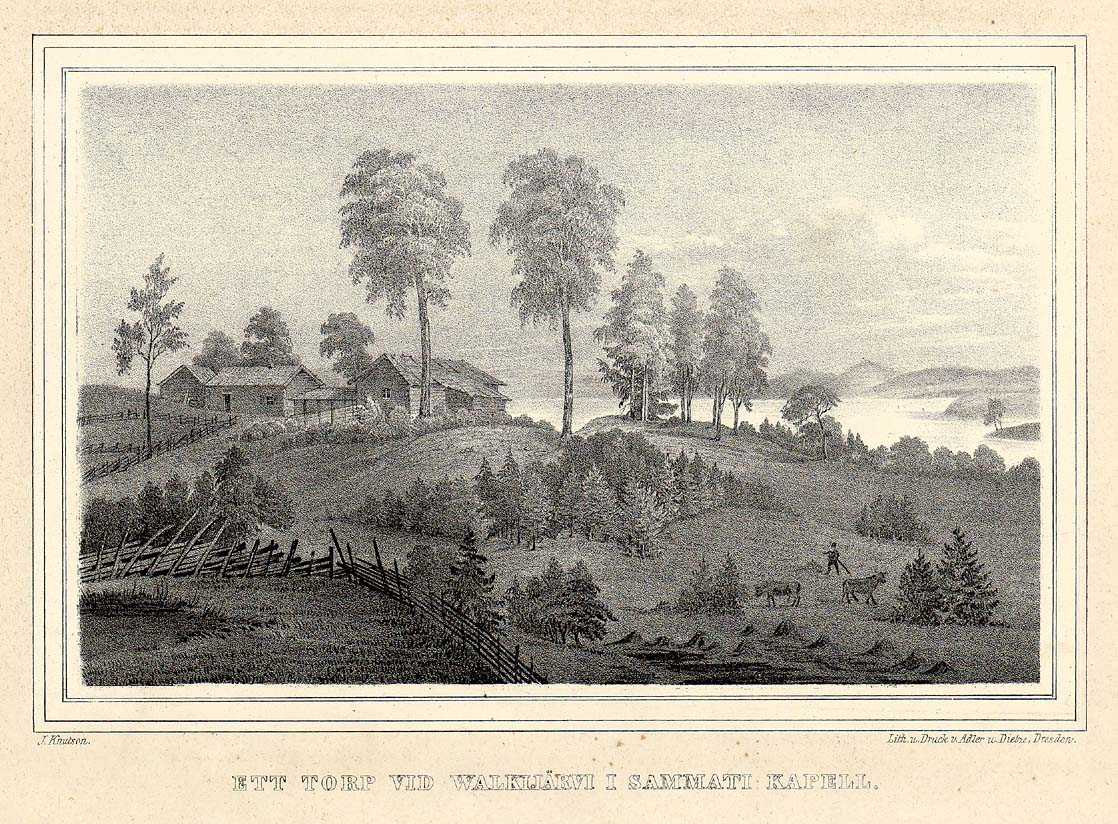
Lönnrots Geburtshaus. Illustration aus Zacharias Topelius’ Boken om vårt land (1875).

Elias Lönnrot wurde am 9. April 1802 im südfinnischen Sammatti als viertes von sieben Kindern des Schneiders Frederik Juhana Lönnrot und dessen Frau Ulriika Wahlberg geboren. Seine Kindheit verbrachte er in ärmlichen Verhältnissen. Für den Lebensunterhalt der Familie musste er seinem Vater bei der Arbeit helfen und teils sogar betteln. Weil er als Kind große Begabung zeigte und bereits im Alter von fünf Jahren lesen lernte, ermöglichten ihm seine Eltern trotz ihrer Armut eine Schulbildung. Zwischen 1814 und 1818 besuchte er die Schulen von Ekenäs (Tammisaari) und Turku. Zwischenzeitlich musste er den Schulbesuch aus finanziellen Gründen unterbrechen. Nachdem er unter anderem als fahrender Sänger Geld verdient hatte, konnte er 1820 seinen Bildungsweg in Porvoo fortsetzen, wo er das Abitur bestand.
1822 begann er sein Studium zunächst an der Akademie zu Turku. Zu seinen Kommilitonen gehörten unter anderem Johan Ludvig Runeberg und Johan Vilhelm Snellman, die später zu den einflussreichsten Förderern der finnischen Kultur werden sollten. 1827 erhielt Lönnrot den Doktorgrad der Philosophie. Der Titel seiner Dissertation lautete De Väinämöine, priscorum Fennorum numine („Über Väinämöinen, eine Gottheit der alten Finnen“). Die Anregung für die Wahl des Themas hatte ihm sein Professor Reinhold von Becker gegeben. Zwischenzeitlich arbeitete Lönnrot als Privatlehrer am Hause des Medizinprofessors J. A. Törngren in Vesilahti. Törngren und seine Frau Eva Agatha wurden zu wichtigen Förderern Lönnrots und ermutigten ihn zu seinen philologischen Forschungen.
Wohl auch unter dem Einfluss des Mediziners Törngren setzte Elias Lönnrot sein Studium im Fach Medizin fort. Die Akademie wurde 1828 nach dem Großbrand von Turku nach Helsinki verlegt und in die Universität Helsinki umgewandelt. 1832 erhielt Lönnrot mit der Dissertation Om finnarnes magiska medicin („Über die magische Medizin der Finnen“) die Approbation als Arzt.

### Sammelreisen

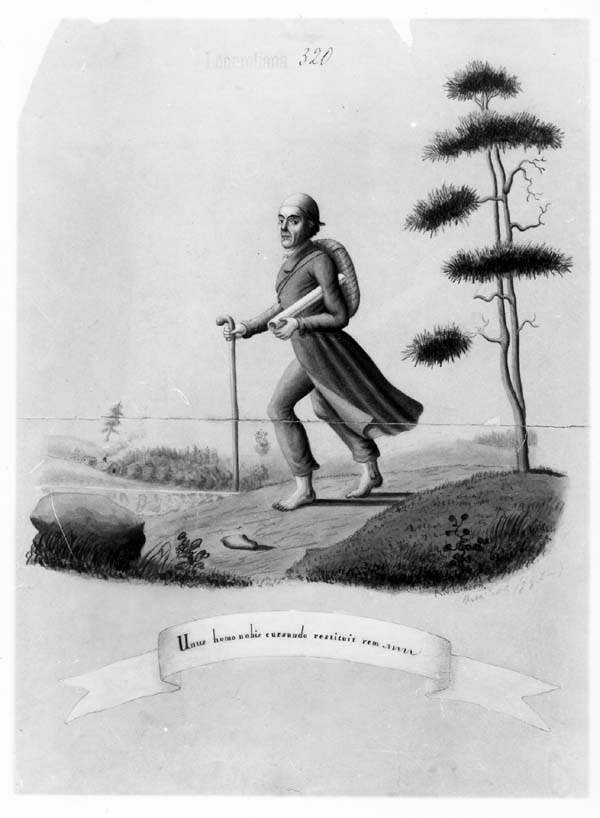
Lönnrot-Karikatur von 1847: „Ein Mann hat uns durch Wanderungen den Staat gerettet“

Durch seinen Lehrer Reinhold von Becker war Elias Lönnrot schon während seines Studiums mit der finnischen Volksdichtung in Kontakt gekommen. Den Grundstein für deren Erforschung hatten zuvor bereits Henrik Gabriel Porthan und Zacharias Topelius der Ältere gelegt. Zur gleichen Zeit entstand in Finnland durch das erwachende Nationalbewusstsein und Johann Gottfried von Herders „Volksgeist“-Ideen ein verstärktes Interesse, die traditionellen, mündlich übermittelten Lieder (auch als „Runen“ bezeichnet) aufzuzeichnen. Dieser Aufgabe widmete sich Elias Lönnrot. Er unternahm zwischen 1828 und 1844 insgesamt elf Reisen und legte unter teils entbehrungsreichen Bedingungen hauptsächlich zu Fuß, rudernd oder auf Skiern eine Gesamtstrecke von schätzungsweise 20.000 Kilometern zurück. Insgesamt sammelte er auf seinen Reisen 65.000 Verse Volksdichtung.
Seine erste Reise unternahm Lönnrot 1828, als er nach dem Brand von Turku auf die Fortsetzung seiner Studien warten musste. Zwischen April und September bereiste er zu Fuß die Regionen Häme, Savo und Nordkarelien bis hin zur Insel Valamo. Als Ergebnis dieser ersten Reise entstanden das Reisetagebuch Vandraren („Der Wanderer“) und vier Lyrikbände mit dem Titel Kantele.
Eine 1831 angetretene Sammelreise nach Ostkarelien endete bereits in Kuusamo, als er von der Gesundheitsbehörde nach Südfinnland zurückbeordert wurde, um bei der Bekämpfung einer Choleraepidemie mitzuhelfen. Nach Abschluss seines Medizinstudiums reiste Lönnrot von Juli bis September 1832 mit zwei Kommilitonen nach Karelien. Von Nurmes aus überquerte er die Grenze zu Russland und besuchte die Dörfer Repola und Akonlahti (am Kamennoje), wo ihm der Runensänger Trohkimaińi Soava wertvolle Aufzeichnungen lieferte.
1833 erhielt Lönnrot eine Stelle als Bezirksarzt im nordfinnischen Kajaani, wo er bis 1854 praktizieren sollte. Von dort aus trat er noch im selben Jahr seine vierte und wichtigste Sammelreise nach Ostkarelien an. Im Dorf Vuonninen traf er die Sänger Ontrei Malinen und Vaassila Kieleväinen; letzterer inspirierte Lönnrot dazu, die gesammelten Runen zu einem einheitlichen Werk zusammenzustellen. 1834 veröffentlichte Lönnrot anhand des gesammelten Materials das aus 5052 Versen bestehende Runokokous Väinämöisestä („Runensammlung über Väinämöinen“), eine Art „Proto-Kalevala“, bei dem erstmals die künstlerische Intention statt einer wissenschaftlich-textkritischen Auseinandersetzung im Vordergrund stand.
Im selben Jahr unternahm Lönnrot von Kajaani aus eine weitere Reise und sammelte Lieder von Arhippa Perttunen aus Latvajärvi, der später zur wichtigsten Quelle für das Kalevala wurde. Nachdem er das Manuskript für das Kalevala abgegeben hatte, folgte im April 1835 die sechste Reise, während deren er in fünf Wochen 800 Kilometer zurücklegte. Die erste Ausgabe des Kalevala erschien 1835 bis 1836 in zwei Bänden unter dem Titel Kalewala, taikka Wanhoja Karjalan Runoja Suomen kansan muinoisista ajoista („Kalevala, oder alte Runen Kareliens über altertümliche Zeiten des finnischen Volkes“).
Auch nach Veröffentlichung des Epos setzte Lönnrot seine Reisen fort. Zwischen September 1836 und Mai 1837 unternahm er eine längere Reise, die viele Strapazen, aber kaum Ergebnisse mit sich brachte. Nach zwei weiteren Reisen in den Folgejahren erschien 1840 bis 1841 die Lyriksammlung Kanteletar in drei Bänden.
Bei den späteren Reisen Lönnrots standen sprachwissenschaftliche Interessen im Vordergrund. Von Anfang 1841 bis Ende 1842 reiste er zusammen mit dem Linguisten M. A. Castrén nach Lappland, der Halbinsel Kola und Archangelsk sowie zu den Wepsen in Ostkarelien. Seine elfte und letzte Reise führte Elias Lönnrot 1844 nach Estland, wo er zum Ehrenmitglied der Gelehrten Estnischen Gesellschaft gewählt wurde, und ins Ingermanland.

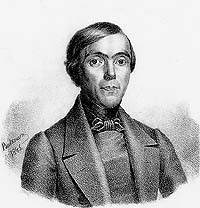
Elias Lönnrot, Lithografie von Gustav Budkowski aus dem Jahr 1845

### Professur und Alterstage
Nach seinen Reisen kehrte Lönnrot an seine Stelle als Amtsarzt in Kajaani zurück. 1849 heiratete er die zwanzig Jahre jüngere Maria Piponius, eine Cousine Johan Vilhelm Snellmans.

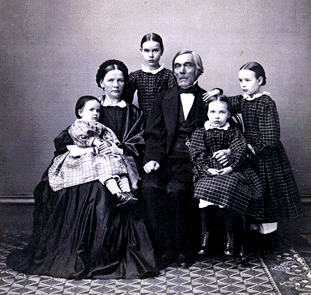
Elias Lönnrot mit seiner Familie

Zwischen 1850 und 1860 wurden fünf Kinder geboren, von denen vier in jungen Jahren starben. 1854 berief die Universität Helsinki Lönnrot nach dem Tod des bisherigen Amtsinhabers M. A. Castrén zum Professor für finnische Sprache und Literatur. Seine Habilitationsschrift Om det Nord-Tschudiska språket behandelte die wepsische Sprache, die er während seiner zehnten Reise erforscht hatte. Lönnrot wirkte neun Jahre bis zu seiner Pensionierung 1862 an der Universität und hielt Vorlesungen über das Kalevala und die finnische Sprache.
Nach seiner Pensionierung kehrte Elias Lönnrot an seinen Geburtsort Sammatti zurück, wo er an der Erstellung eines liturgischen Gesangbuches und eines finnisch-schwedischen Wörterbuches arbeitete. Zusammen mit seinen Mitarbeitern stellte er das Wörterbuch in jahrelanger Arbeit bis 1880 fertig. Elias Lönnrot verstarb am 19. März 1884 in Sammatti.

## Leistungen

### Literat
Das Nationalepos Kalevala und ihr weniger bekanntes lyrisches Schwesterwerk Kanteletar gehören bis heute zu den wichtigsten literarischen Werken Finnlands. Vor allem das Kalevala hat einen immensen Einfluss auf das finnische Nationalbewusstsein und die finnische Kultur gehabt. Lönnrot legte damit den Grundstein für eine finnischsprachige Literatur.
Die Frage der Urheberschaft Lönnrots ist verschieden interpretiert worden. Lönnrot selbst sah sich nicht als Autor der Werke an. Ausgehend von Friedrich August Wolfs Theorie zur Homerischen Frage nahm er an, dass es einst ein zusammenhängendes Epos gegeben habe, das im Laufe der Jahrhunderte in die Einzellieder zerfallen sei. Für seine Aufgabe hielt es Lönnrot, dieses Epos zu rekonstruieren.
Zwar sind nur 3 % der Verse des Kalevala von Lönnrot frei erfunden, jedoch bearbeitete er einen Großteil der übrigen Verse und nahm sich große Freiheiten bei der Zusammenstellung der ursprünglich unzusammenhängenden Runen zu einem einheitlichen Epos. Lönnrot selbst stellte im Vorwort zum Kalevala unumwunden klar, dass er die gesammelten Runen verändert und neu zusammengestellt hatte; dennoch wurde das Epos in der zeitgenössischen Rezeption in romantischer Verklärung als Produkt des „Volksgeistes“ angesehen, das Lönnrot nur aufgezeichnet habe. Diese Ansicht wurde bereits in den achtziger Jahren des 19. Jahrhunderts durch den Folkloristen Julius Krohn widerlegt. Vom heutigen Erkenntnisstand her werden Kalevala und Kanteletar als Kunstprodukte Lönnrots angesehen.

### Philologe
Im Gegensatz zu den meisten zeitgenössischen Intellektuellen Finnlands war Elias Lönnrot finnischer Muttersprachler, was ihm den Ruf einbrachte, Finnisch besser zu beherrschen als irgendjemand anders. Er war maßgeblich daran beteiligt, das Finnische, das bis zur ersten Hälfte des 19. Jahrhunderts fast nur im Alltagsbereich der bäuerlichen Bevölkerung Verwendung gefunden hatte, zu einer Kultursprache zu entwickeln. Lönnrot lieferte zu diesem Projekt sowohl durch die Veröffentlichung von Kalevala und Kanteletar als auch durch seine sprachwissenschaftlichen Arbeiten einen wertvollen Beitrag, weshalb er oft nach dem Bibelübersetzer Mikael Agricola als „zweiter Vater der finnischen Sprache“ bezeichnet wird.
Lönnrot gehörte zu den Gründungsmitgliedern und wurde 1831 erster Vorsitzender der Finnischen Literaturgesellschaft (Suomalaisen Kirjallisuuden Seura), welche bis heute nachhaltigen Einfluss auf die Entwicklung der finnischsprachigen Kultur hat. In der Auseinandersetzung um die Vereinheitlichung der Schriftsprache setzte er sich für einen Ausgleich zwischen west- und ostfinnischen Dialekten ein. Für viele Begriffe, die es im Finnischen bis dahin nicht gegeben hatte, mussten neue Wörter entwickelt werden. Allein Lönnrot erfand 300–400 neue Vokabeln, die bis heute zum finnischen Wortschatz gehören, darunter Wörter wie kansallisuus („Nationalität“), kirjallisuus („Literatur“) oder tasavalta („Republik“). Das von Lönnrot herausgegebene Suomalais-ruotsalainen sanakirja („Finnisch-schwedisches Wörterbuch“, 1867–1880) war mit über 200.000 Stichwörtern das erste umfassende finnische Nachschlagewerk dieser Art.

### Journalist

Lönnrot-Statue in Kajaani

Elias Lönnrot wirkte über vier Jahrzehnte als aktiver Journalist. Nach dem Vorbild Johan Vilhelm Snellmans hielt er es für seine Pflicht, das finnische Nationalbewusstsein und die nationale Kultur durch Pressearbeit zu fördern. Die Texte sollten das Finnische als Schriftsprache etablieren und richteten sich sowohl an die gebildete als die bäuerliche Bevölkerung. Trotz vorhandener Schriftkenntnisse war die Landbevölkerung aber nicht an Zeitungslektüre interessiert, weil sie es nicht gewohnt war, weltliche Texte zu lesen.
Lönnrot gab zwischen 1836 und 1837 sowie von 1839 bis 1840 die erste finnischsprachige Zeitschrift Mehiläinen heraus. Neben kulturpolitischen Beiträgen veröffentlichte Lönnrot darin Teile der von ihm gesammelten Volksdichtung. Die Zeitschrift hatte anfangs eine Auflage von 500 Stück; doch das Interesse der Leserschaft ließ schnell nach, und das Projekt wurde zum finanziellen Misserfolg.
Daneben schrieb Lönnrot für über ein Dutzend anderer Publikationen, unter anderem für Snellmans einflussreiche Zeitschrift Saima. Nachdem sie wegen ihrer freiheitlich-liberalen Linie Ende 1846 von der russischen Zensur eingestellt worden war, half Lönnrot Snellman bei der Gründung seiner neuen Zeitschrift Litteraturblad för allmän medborgerlig bildning („Literaturblatt für allgemeine bürgerliche Bildung“).

### Arzt
Erste praktische Erfahrungen als Arzt konnte Elias Lönnrot bereits während seines Studiums 1831 bei der Bekämpfung einer Choleraepidemie in Helsinki machen. Zwischen 1833 und 1854, unterbrochen von mehreren längeren Beurlaubungen für seine Sammelreisen, praktizierte er als Bezirksarzt in Kajaani. Die Gegend war zuvor von Missernten und Hungersnöten heimgesucht worden, und so findet sich in Lönnrots amtlicher Korrespondenz die Empfehlung, man möge Lebensmittel statt Medizin in die bitterarme Region schicken. Lönnrot setzte sich für Reformen in der Gesundheitsversorgung und insbesondere eine bessere Volksaufklärung zur Gesundheitsvorsorge ein. Er veröffentlichte mehrere Schriften wie Suomalaisen Talonpojan Kotilääkäri („Der Hausarzt des finnischen Bauern“, 1839), einen medizinischen Ratgeber für das einfache Volk, und gründete den ersten finnischen Abstinenzverein Selveys-Seura, dem jedoch kaum jemand beitreten mochte. Sein 1860 veröffentlichtes Botanikwerk Flora Fennica – Suomen Kasvisto, eines der ersten populärwissenschaftlichen Werke in finnischer Sprache, enthielt Angaben über den Nutzen von Heilpflanzen.

## Ehrungen
Lönnrot war (korrespondierendes) Mitglied mehrerer Akademien der Wissenschaften, u. a. der Preußischen Akademie der Wissenschaften in Berlin (seit 1850). Im Dezember 1876 wurde er Ehrenmitglied der Russischen Akademie der Wissenschaften in Sankt Petersburg. Am 24. Januar 1872 wurde er als ausländisches Mitglied in den preußischen Orden Pour le Mérite für Wissenschaft und Künste aufgenommen. 1983 wurde der Asteroid (2243) Lönnrot nach ihm benannt.

## Werke (Auswahl)

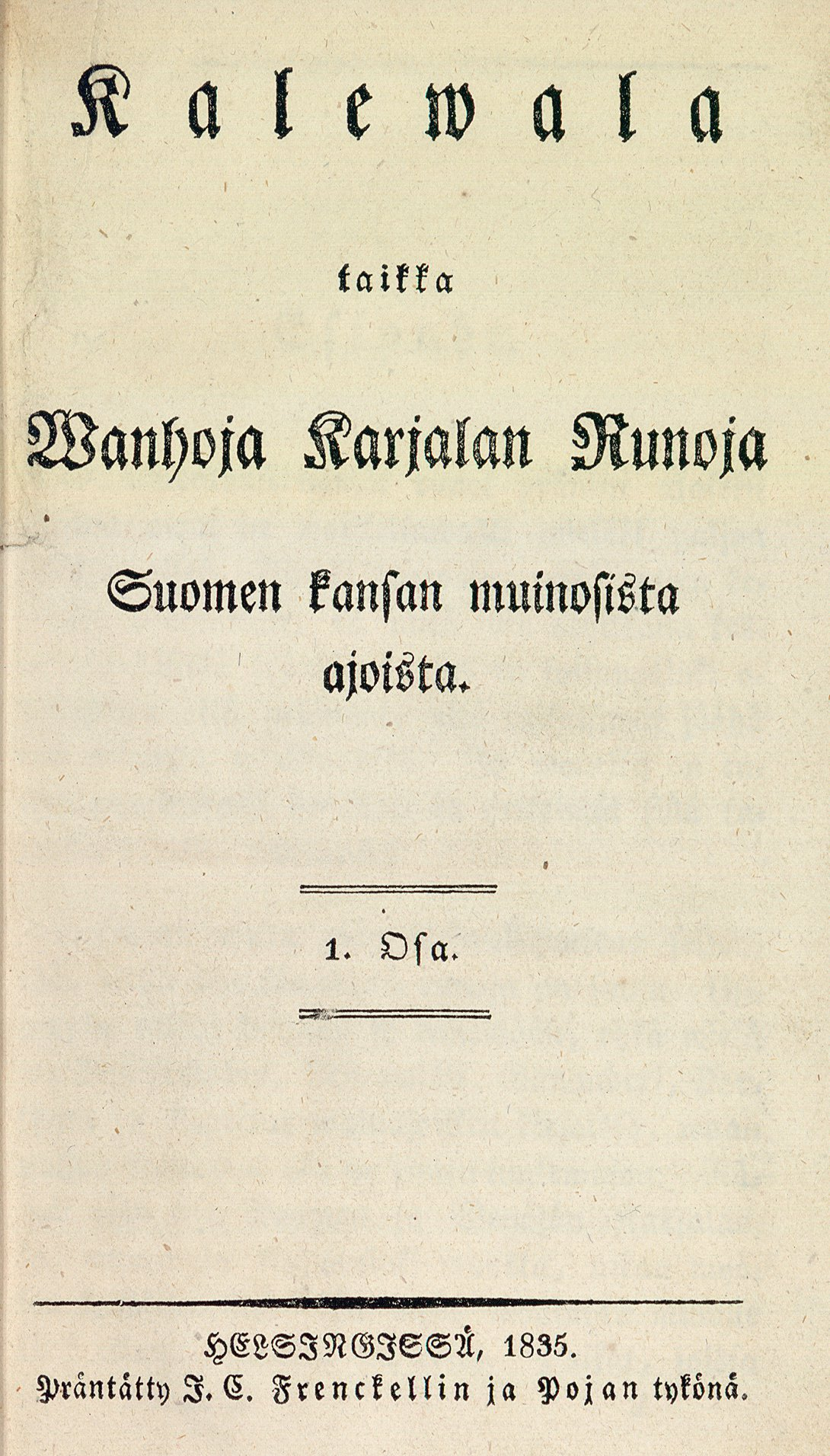
Erstausgabe des Kalevala (1835)

- De Väinämöine, priscorum Fennorum numine. (Über Väinämöinen, die Gottheit der alten Finnen). Dissertation. 1827 (unvollständig erhalten)
- Kantele taikka Suomen Kansan sekä Wanhoja että Nykysempiä Runoja ja Lauluja. („Kantele oder sowohl alte als neuere Runen und Lieder des finnischen Volkes“). 1829–1831 (vier Bände)
- Lemminkäinen, Väinämöinen, Naimakansan virsiä. 1833
- Runokokous Väinämöisestä. (Runensammlung über Väinämöinen). 1834
- Kalewala, taikka Wanhoja Karjalan Runoja Suomen kansan muinoisista ajoista. (Kalevala, oder alte Runen Kareliens über altertümliche Zeiten des finnischen Volkes; sog. „alte Kalevala“). 1835–1846 (zwei Bände)
- Kanteletar taikka Suomen Kansan Vanhoja Lauluja ja Virsiä. (Kanteletar, oder alte Lieder und Balladen des finnischen Volkes). 1840–1841 (drei Bände)
- Suomen Kansan Sananlaskuja. (Sprichwörter des finnischen Volkes). 1842
- Suomen Kansan Arvoituksia. (Rätsel des finnischen Volkes). 1845
- Kalevala (zweite Ausgabe, sog. „neue Kalevala“). 1849
- Gekürzte Ausgabe des Kalevala für den Unterrichtsgebrauch. 1862
- Suomen kansan muinaisia loitsurunoja. (Altertümliche Beschwörungsrunen des finnischen Volkes). 1880
- Turo, kuun ja auringon pelastaja. (Turo, Retter von Mond und Sonne). 1881